# میدکانتیننت ایرلاینز
میدکانتیننت ایرلاینز (به انگلیسی: Mid-Continent Airlines) یک شرکت هواپیمایی بود که در تاریخ ۱۹۲۸ میلادی تأسیس شد و در تاریخ ۱۹۳۸ فعالیتش را آغاز کرد و سرانجام در ۱۶ اوت ۱۹۵۲ با شرکت هواپیمایی Braniff Airlines ادغام شد.